# Heavy Metal Lover
"Heavy Metal Lover" é uma canção gravada pela cantora e compositora norte-americana Lady Gaga para o seu segundo álbum de estúdio, Born This Way, lançado mundialmente a 23 de Maio de 2011. O tema foi composto pela artista em colaboração com Fernando Garibay, tendo ambos também ficado encarregues da produção e arranjos. Musicalmente, é uma faixa do género musical electropop com um toque de synthpop e tendências de música techno. Foi considerada por alguns críticos como a "faixa mais eléctrica e futurista do álbum", apresentando uma produção baseada em sintetizadores e batidas electro-industriais. O seu conteúdo lírico contém várias referências sexuais implícitas, nas quais a cantora chama pelo seu "amante de heavy metal", que especula-se ser o ex-namorado de Gaga, o modelo Lüc Carl.
"Heavy Metal Lover" foi a última canção a ser gravada para Born This Way, e nem sequer estava quotada para fazer parte da versão padrão do disco. Em geral, recebeu opiniões positivas pelos críticos especialistas em música contemporânea, que vangloriaram a frase de abertura da canção: "I want your whisky mouth all over my blond south", bem como a alta qualidade da produção sonora por Garibay e a voz electrónica de Gaga. Além disso, a sua estrutura foi comparada com a de algumas canções de música pop da década de 1990. Contudo, outros analistas criticaram-na pelo seu conteúdo lírico "insípido". Aquando do lançamento inicial de Born This Way, "Heavy Metal Lover" estreou nas tabelas musicais da Bélgica e Coreia do Sul devido a um registo intenso de downloads digitais.
A fim de promovê-lo, o tema foi apresentado ao vivo por várias vezes pela cantora na digressão The Born This Way Ball (2012-13). Nos concertos, Gaga se fundia em uma moto-tricicleta. Em 2012, o DJ Clinton Sparks fez uma remistura da obra e incluiu-a em uma mixtape de sua autoria.

## Antecedentes e desenvolvimento
Em Março de 2010, em entrevista à MTV do Reino Unido, Gaga afirmou que já havia começado a trabalhar no seu segundo álbum de estúdio e que já havia terminado de escrever o tema central do mesmo. Três meses depois, em entrevista à Rolling Stone, declarou que o seu segundo disco já tinha sido concluído, mas não seria lançado até 2011. A 26 de Novembro de 2010, nas apresentações da The Monster Ball Tour em Gdansk, Polónia, a artista revelou que o disco estava cheio de "batidas dançantes". Explicou ainda que o álbum iria ser como "crianças más a irem à igreja, a se divertirem em um nível elevado". O título da canção foi revelado pela artista em uma entrevista para a revista Vogue em Fevereiro de 2011, na qual confirmou que das dezassete faixas gravadas para o álbum, somente quatorze delas iriam aparecer na edição final da versão padrão. As três restantes seriam lançadas em uma edição deluxe exclusiva na loja digital Target.
A 12 de Abril de 2011, em um dos concertos da The Monster Ball Tour, a artista revelou ao público uma pequena parte da letra de "Heavy Metal Lover": "You've got to earn your leather in this part of town". Em uma entrevista para a estação de rádio CKOI 96.9, Gaga revelou o título da mesma e afirmou que fora a última a ser gravada para Born This Way: "'Heavy Metal Lover' foi a última faixa que escrevi para Born This Way. É sobre trazer seus amigos porque um grupo faz tudo melhor." A cantora aproveitou para informar que "Heavy Metal Lover" estaria inclusa na edição padrão do disco, que foi finalmente lançada a 23 de Maio de 2011, com esta obra aparecendo como a décima primeira faixa do alinhamento.
Em Janeiro de 2012 foi revelado que "Heavy Metal Lover" seria lançada como o sexto e último single de Born This Way, pois a artista queria "que os meus fãs dancem e suem em todo o mundo". Contudo, este lançamento jamais ocorreu, tendo a artista iniciado a produção do seu terceiro álbum de estúdio em Maio de 2012.

## Estrutura musical e conteúdo

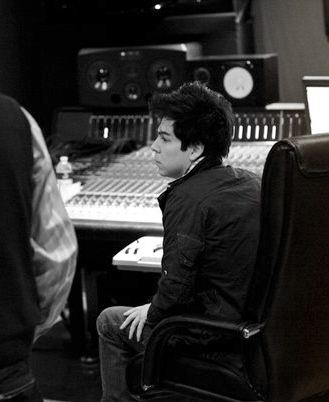
"Heavy Metal Lover" foi co-escrita e co-produzida por Gaga e Fernando Garibay (imagem), que trabalhou com a artista em várias outras canções de Born This Way.

"Heavy Metal Lover" é uma canção composta por Stefani Germanotta e Fernando Garibay, tendo ambos ficado a cargo também da produção e arranjos. Musicalmente, é uma obra do género electropop com influências de synthpop cuja produção baseia-se em sintetizadores e batidas eléctricas. A canção foi notada por conter elementos de música house e batidas electro-industriais. Além disso, incorpora elementos de músicas pop da década de 1990. Becky Bain, do blogue Idolator, descreveu a obra como "o tema mais futurístico de sintetizadores-trance associado com heavy metal de sempre com um gancho contagioso" e achou agradável o facto de Gaga ir mais além com com a linha de canções dos anos 1980 e 1990. De acordo com Nicole James, do MTV Buzzworthy, "Heavy Metal Lover" é uma faixa inspirada por música house e trance "que por acaso não tem nada a ver com heavy metal". O tema foi misturado por Tony Maserati no Paradise Studios, localizado no distrito de Hollywood na cidade de Los Angeles, Califórnia. De acordo com a partitura publicada no sítio Musicnotes.com pela Sony/ATV Music Publishing, "Heavy Metal Lover" é definida no compasso de tempo comum, com uma dança que se desenvolve no ritmo moderado de 116 batidas por minuto. A canção foi composta na tonalidade de Fá menor, com a voz da intérprete abrangendo os nós dos tons de Mi♭3 à Dó♯5.
As letras de "Heavy Metal Lover" apresentam várias referências sexuais implícitas, nas quais se pode perceber que a protagonista faz pedidos ao seu amante, que neste caso é o "amante de heavy metal". Especula-se que este "amante" seja Lüc Carl, ex-namorado de Gaga, tendo em conta que durante o tempo em que namoravam, ela demonstrava um gosto emergente por heavy metal. Isto fica ainda mais evidente com a frase "I could be your girl, girl, girl/But would you love me if I ruled the world, world, world", realçando o facto de que Gaga dava mais prioridade à sua carreira durante o relacionamento e a infelicidade de Carl perante tal comportamento.
A canção começa com um som compassado de palmas, com Gaga cantando o título por vezes repetidas com uma voz sob efeito de auto-tune. Ela então segue cantando: "I want your whiskey mouth all over my blonde south/Red wine, cheap perfume and a filthy pout", frase esta que faz referências à relação sexual, ao sexo oral, e ainda ao estilo de vida dos amantes de heavy metal. Antes do refrão, que consiste apenas na cantora dizendo novamente o título da canção, pode ser ouvido o gancho "Ooh ooh ooh Who who who" por duas vezes. Após o segundo refrão, ela canta a ponte, e após esta é ouvida uma estrofe cantada por uma voz masculina sob o efeito de auto-tune por cima de uma batida pesada e rica em sintetizadores. Esta estrofe faz uma referência ao single "Born This Way".

## Crítica profissional
Em geral, "Heavy Metal Lover" foi recebida com opiniões positivas pela crítica especialista em música contemporânea, com a maioria dos críticos elogiando a sua produção, o conteúdo lírico e o gancho "ooh" ouvido durante toda a música. Além disso, vários resenhistas vangloriaram a frase de abertura da canção: "I want your whiskey mouth all over my blonde south".
| Críticas profissionais | Críticas profissionais |
| Avaliações da crítica  | Avaliações da crítica  |
| Fonte                  | Avaliação              |
| ---------------------- | ---------------------- |
| Billboard              | (mista)                |
| El Mundo               | (positiva)             |
| The Daily Telegraph    | (positiva)             |
| Digital Spy            | (negativa)             |
| MTV                    | (positiva)             |
| NME                    | (positiva)             |
| The Observer           | (positiva)             |
| Rolling Stone          | (positiva)             |
| Slant                  | (positiva)             |
| Spin                   | (positiva)             |

Sal Cinquemani, para a Slant Magazine, chamou "Heavy Metal Lover" de um hino para "a comunidade amante-de-desportos aquáticos, que é tipicamente desprezada". Caryn Ganz, para a revista Spin ficou impressionada com a faixa, chamando-a de "uma música de disco impecável", bem como "Scheiße" e "Government Hooker". Além disso, considerou a frase de abertura como "maravilhosamente absurda". Jody Rosen, para a revista Rolling Stone, descreveu a obra como "uma conversa obscena, dirigida contra uma parede de sons de sintetizadores tontos". Kitty Empire, para o jornal The Observer, fez uma análise positiva na qual afirmou que o tema é um dos momentos "mais doces" de Born This Way.
James Montgomery, para o canal de televisão MTV, vangloriou a canção, posicionando-a como a segunda melhor de 2011, perdendo o primeiro lugar para "Rolling in the Deep", da cantora britânica Adele. Ele descreveu a faixa como tendo "uma mistura poderosa de um som flexível e pesado com um som tão alto como o de um Transformer", e que é "de longe a melhor canção de Born This Way". Ele também elogiou a frase de abertura, considerando-a como um "bónus adicionado" e afirmou que é "capaz de ser a melhor frase do ano". Carlos Fresneda, para o jornal espanhol El Mundo, comentou que "Heavy Metal Lover" é "um dos temas que nos cativa logo pela primeira vez que ouvimos". Scott Shetler, para o blogue PopCrush, atribuiu à composição quatro estrelas a partir de um máximo de cinco, afirmando que "a canção poderia ter sido um dos hinos de dança favoritos de Born This Way". Em análise ao blogue PopDust, Katherine St. Asaph concedeu três estrelas a partir de um máximo de cinco, argumentado que "os versos se movem ao longo de uma batida indecente". Amy Sciarreto, para o ARTISTdirect, fez uma resenha bastante positiva à música, na qual descreveu-a como "heavy metal estabelecido sobre ritmos electro-industriais" e afirmou que esta é "certamente a canção mais agressiva que Gaga já lançou, com letras sussurrantes sobre bocas de whiskey".
Evan Sawdey, para o blogue PopMatters, deu à "Heavy Metal Lover" uma análise negativa, dizendo que "é mais uma exposição do trabalho do produtor que uma verdadeira música". Kerri Mason, para a revista Billboard, fez uma resenha mista e invulgar, chamando a obra de "couro e luxúria relativamente imemorável", embora tenha elogiado também a frase de abertura. Neil McCormick, para o jornal The Daily Telegraph, descreveu a canção como uma "ode electropop a rapazes mal-cheirosos em casacos de couro" dominada por sintetizadores poderosos sobrecarregados. Dan Martin, para a revista NME, achou que "Heavy Metal Lover" é uma "prima britânica de 'Teeth' de The Fame Monster, visto que "batem mais woofs de rave mecanizados. É tudo muito bom e inspirado-em-Berlim, mas todo o rugir obsceno-obsceno sensual-sensual ('I want your whiskey mouth all over my blonde south' parece ser demasiado". Robert Copsey, para o website Digital Spy, chamou o tema de "um dos trabalhos menos agitados de Born This Way".

## Divulgação e outras versões

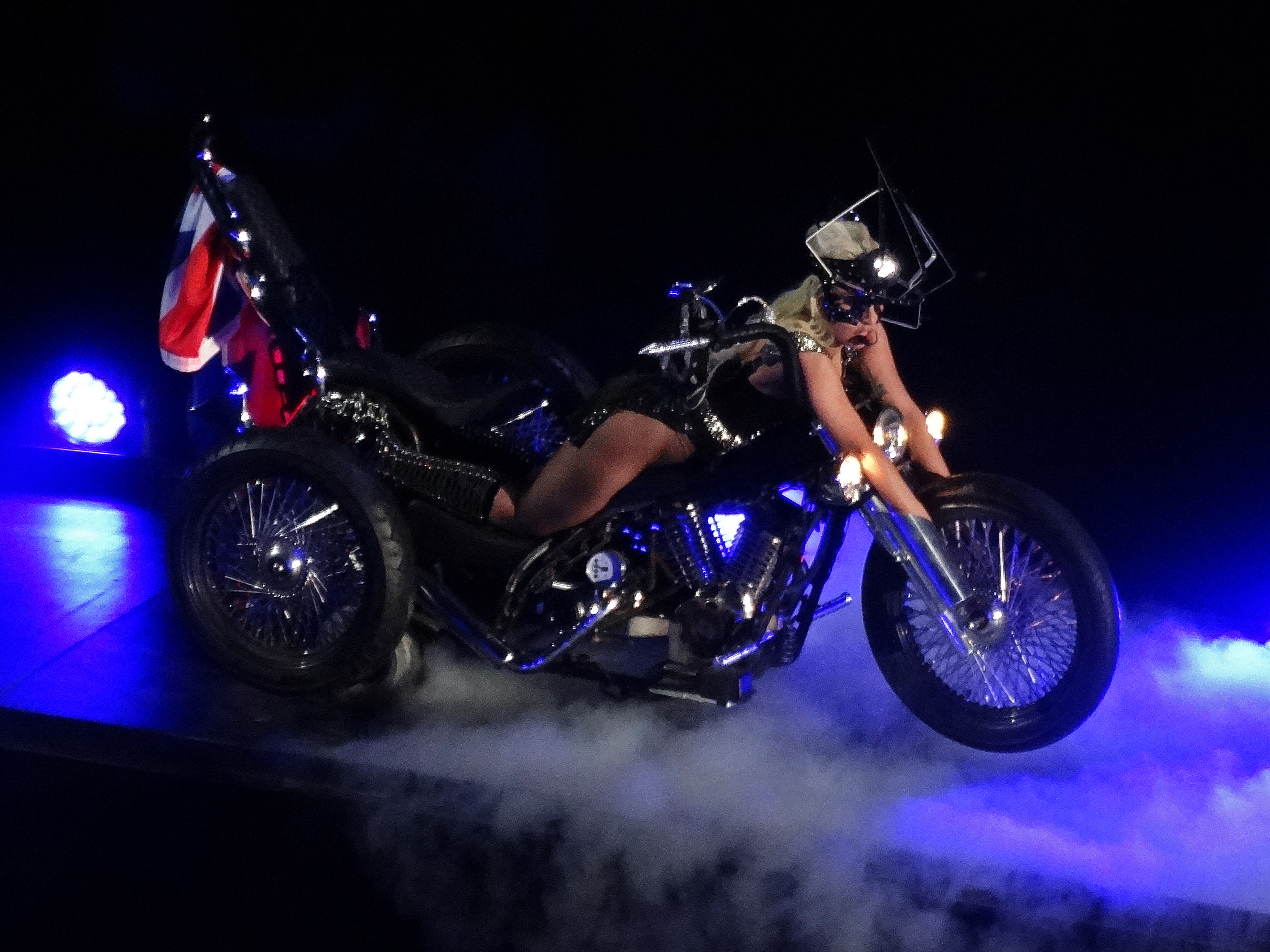
A artista a interpretar "Heavy Metal Lover" em uma das paragens da The Born This Way Ball. Pode-se notar que ela está "fundida" uma moto-tricicleta.

Um vídeo instrumental curto foi usado como uma introdução e/ou conclusão dos episódios 41 à 44 da websérie Transmission Gagavision. Além disso, a canção foi usada em um vídeo comercial em promoção à cerimónia dos MTV Video Music Awards de 2011. Estreado a 18 de Agosto de 2011 durante um intervalo comercial de um episódio da série de televisão Jersey Shore, foi filmado em preto-e-branco e contém uma remistura de "Government Hooker" e fragmentos de "Heavy Metal Lover".
Gaga interpretou a primeira estrofe de "Heavy Metal Lover" e uma mistura de "Marry the Night" e "Born This Way" no programa Dick Clark's New Year's Rockin' Eve na noite de 31 de Dezembro de 2011 ao vivo na Times Square em Nova Iorque. A artista iniciou a sua apresentação em um vestido de paetês com o estilo de polvo e, após despir-se deste vestido, revelou uma bola que estava ao redor da sua cabeça, o que marcava o início de "Born This Way". "Heavy Metal Lover" foi também interpretada na digressão The Born This Way Ball, tendo sido colocada como a décima quarta canção do alinhamento. Nas apresentações, Gaga aparecia em um blusão desenhado pelo estilista Giorgio Armani apoiada em uma moto-tricicleta, com a qual ela "se funde", criando uma imagem semelhante à capa do álbum Born This Way. Dias depois do seu concerto na Tailândia, Gaga foi denunciada pelo Ministério da Cultura do país pelo uso indevido da bandeira nacional, que havia sido hasteada na moto-tricicleta.
Em Fevereiro de 2012, o DJ Clinton Sparks produziu uma remistura para "Heavy Metal Lover" e anunciou-a via Twitter. A remistura foi lançada a 14 de Fevereiro de 2012 na mixtape My Awesome Mixtape 2. Esta foi a segunda vez que o DJ fez uma remistura de uma música para Gaga, após "Bloody Mary" em 2011.

## Créditos e pessoal
Os créditos seguintes foram adaptados do encarte do álbum Born This Way (2011) e do portal Allmusic:
Locais de gravação
- Gravada no estúdio Paradise em Hollywood, Los Angeles, Califórnia, EUA
- Gravada no estúdio Oasis Mastering em Burbank, Califórnia, EUA
- Misturada no estúdio The Mix Room em Burbank, Califórnia, EUA

Pessoal
- Stefani Germanotta — vocais principais, composição, produção, vocais de apoio
- Fernando Garibay — composição, produção e arranjos, programação, teclado
- Dave Russell — gravação vocal, engenharia de áudio, mixagem
- Gene Grimaldi — masterização
- Chris Gehringer — masterização
- Paul Pavao — assistência
- Vince Herbert — A&R
- Tony Maserati — mixagem
- Paul Blair — programação de bateria

## Alinhamento de faixas
"Heavy Metal Lover" aparece como a décima primeira canção da versão padrão de Born This Way, e como a décima terceira faixa do primeiro disco da versão especial do álbum.
- Born This Way: Versão padrão[9]

1. "Heavy Metal Lover — 4:12

- Born This Way: Versão especial (disco 1)[47]

1. "Heavy Metal Lover — 4:12

## Desempenho nas tabelas musicais
Na primeira semana de lançamento de Born This Way, devido a um número elevado de downloads digitais, "Heavy Metal Lover" estreou no número 154 na tabela de canções digitais da Coreia do Sul. Além disso, na mesma semana, estreou também na tabela musical de canções da Bélgica no número 21.
| País — Tabela musical (2011)                       | Posição de pico |
| -------------------------------------------------- | --------------- |
| Bélgica (Valónia) — Ultratop                       | 21              |
| Coreia do Sul — International Digital Chart (Gaon) | 154             |